# Орестей
Орестей (на старогръцки: Ὀρεσθεύς, Orestheus) в гръцката митология е син на Девкалион и Пира.
Той е брат на Елин, Амфиктион, Протогенея, Пандора II и Тия. Той е цар на Озолските локрийци в Етолия и дава името на народа озолски от тази местност.
Друг Орестей е син на Ликаон, цар на Аркадия. Той основава Орестазиум до Мегалополи в Гърция.